# 莱科托佩里古尔丹
莱科托佩里古尔丹（法語：Les Coteaux Périgourdins，法語發音：[le kɔto peʁiɡuʁdɛ̃]）是法国多尔多涅省的一个市镇，属于萨拉拉卡内达区。该市镇于2017年由原市镇沙瓦尼亚克和格雷兹合并而成，行政中心位于沙瓦尼亚克。

## 地名
“莱科托佩里古尔丹”（Les Coteaux Périgourdins）一名在法语中意为“佩里戈尔之山坡”。

## 地理
莱科托佩里古尔丹（45°5'24"N, 1°22'22"E）面积19.47 平方千米，位于法国新阿基坦大区多爾多涅省，该省份为法国西南部内陆省份，是法國本土面积第三大的省，大致对应佩里戈尔地区，北起顺时针与夏朗德省、上维埃纳省、科雷兹省、洛特省、洛特-加龙省、吉倫特省和滨海夏朗德省接壤。
与莱科托佩里古尔丹接壤的市镇（或旧市镇、城区）包括：帕扎亚克、拉弗亚德、拉尔什、圣塞尔南德拉尔什、沙尔特里耶-费里耶尔、纳达亚克、拉多尔纳克、泰拉松-拉维勒迪约。
莱科托佩里古尔丹的时区为UTC+01:00、UTC+02:00（夏令时）。

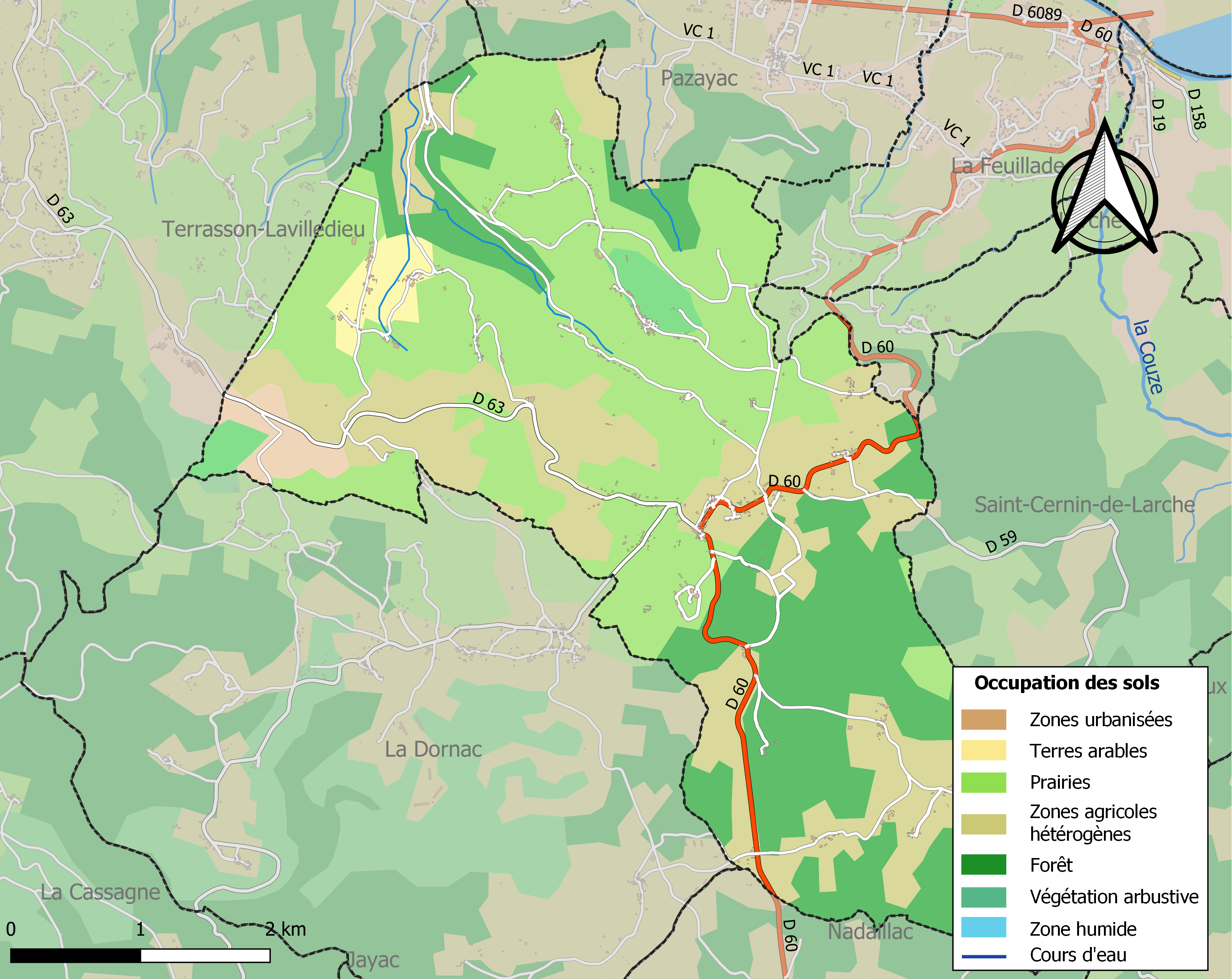
莱科托佩里古尔丹的OSM定位图

## 行政
莱科托佩里古尔丹的邮政编码为24120，INSEE市镇编码为24117。

## 政治
莱科托佩里古尔丹所属的省级选区为泰拉松-拉维勒迪约县。

## 人口
莱科托佩里古尔丹于2022年1月1日时的人口数量为551人。